# Ermita de Santa Bárbara (Burriana)
La ermita de Santa Bárbara en Burriana, Plana Baja, es un lugar de culto católico catalogado como Bien de Relevancia Local según la Disposición Adicional Quinta de la Ley 5/2007, de 9 de febrero, de la Generalitat, de modificación de la Ley 4/1998, de 11 de junio, del Patrimonio Cultural Valenciano (DOCV Núm. 5.449 / 13/02/2007), con código 12.06.032-001.
Se trata de una de las ermitas más conocidas y frecuentadas de las existentes en el municipio. Sita en la conocida como partida de Vinarragell, lugar de una gran carga histórica en la zona (con yacimientos arqueológicos que se remontan a los íberos, y eje de comunicación del interior de la península siguiendo el curso del río Mijares), está inconclusa.

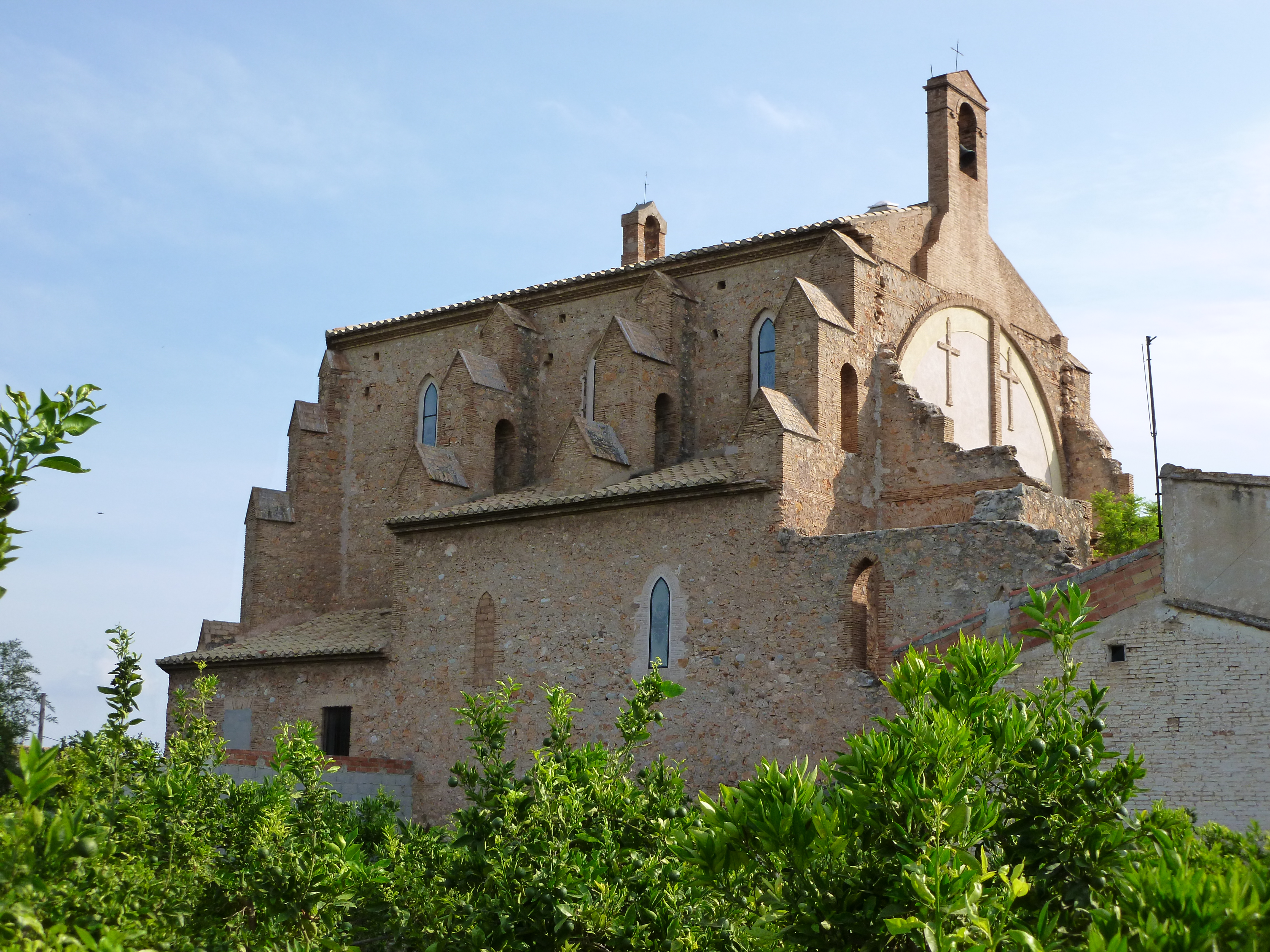
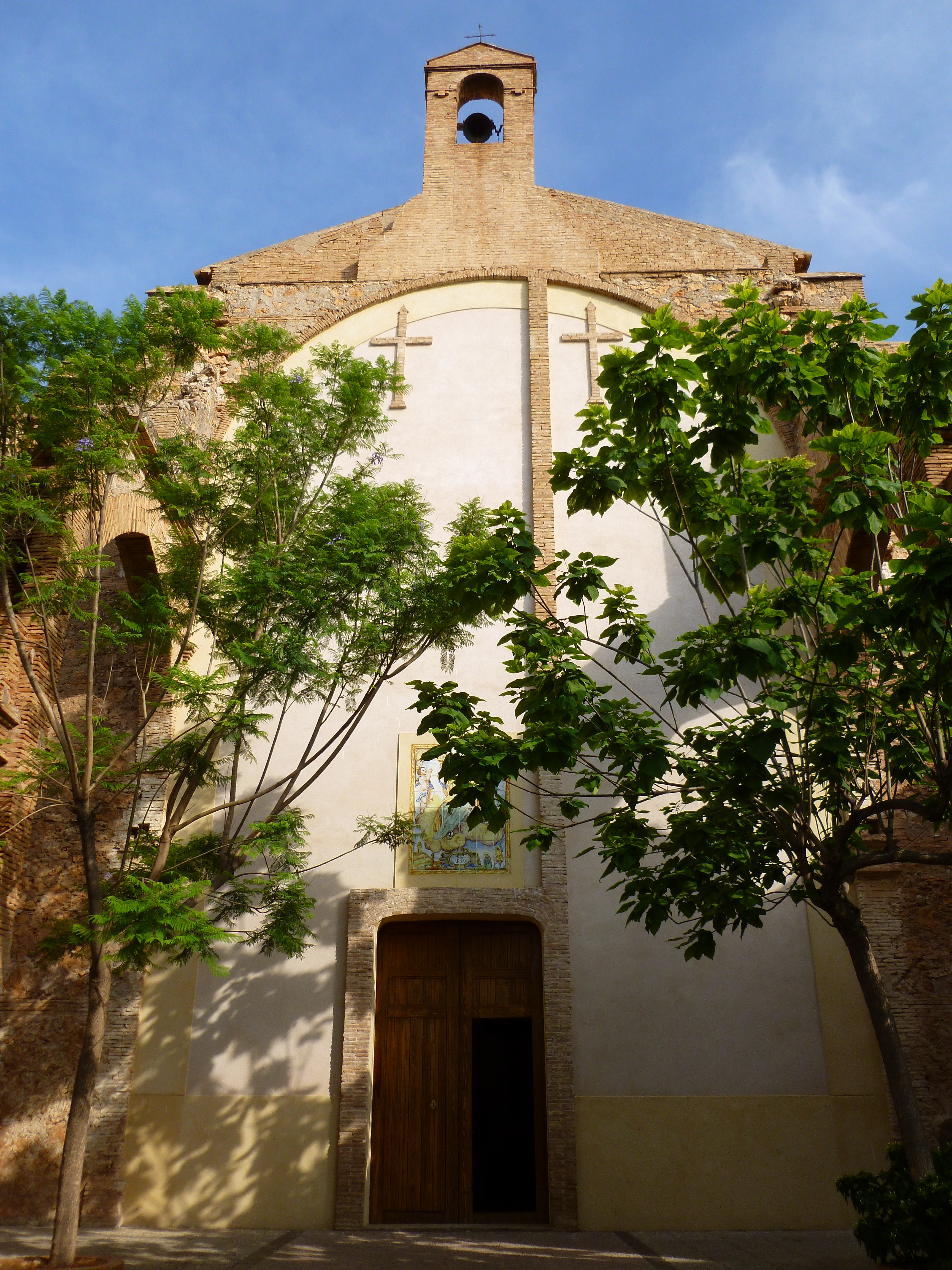
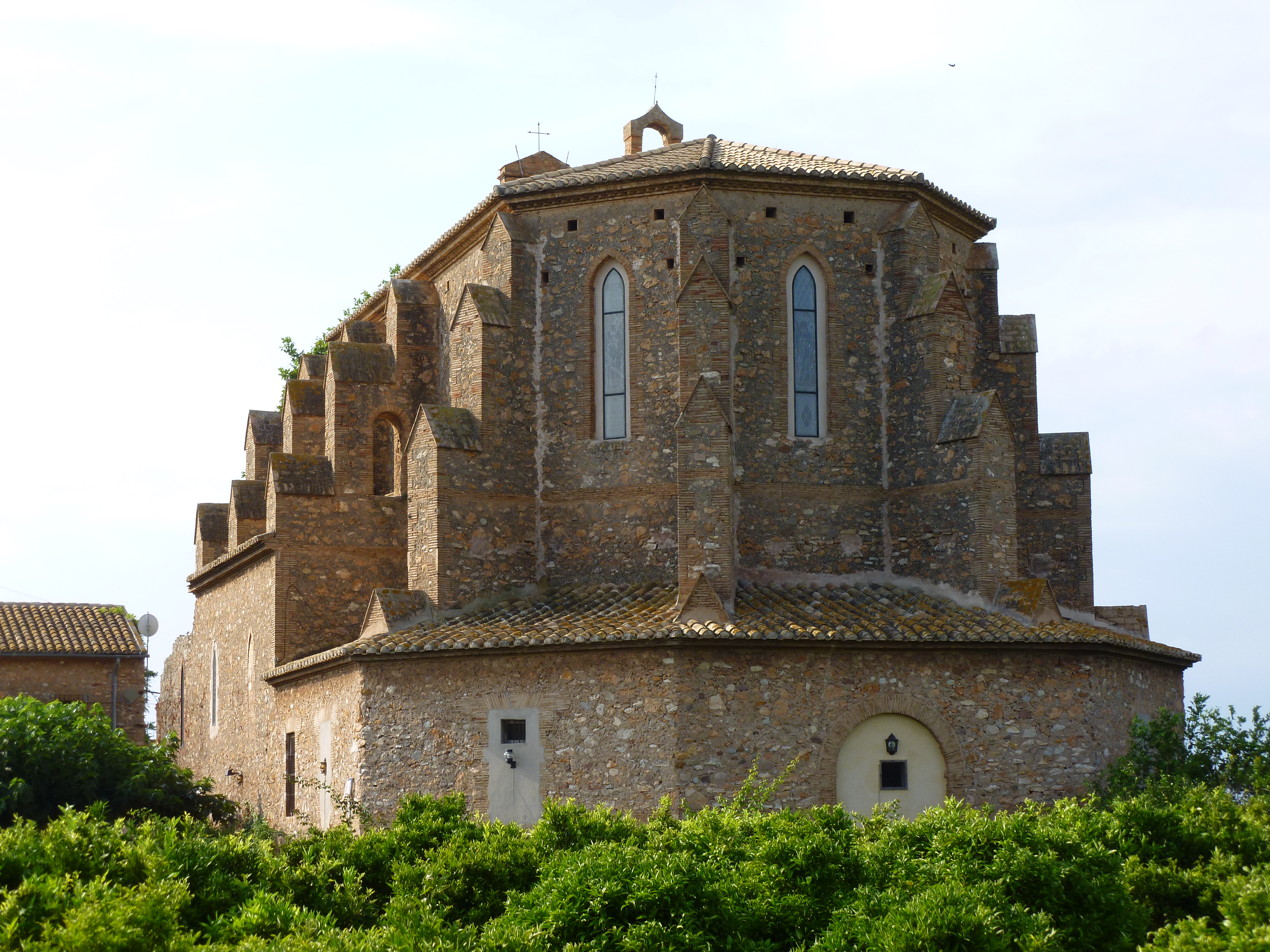
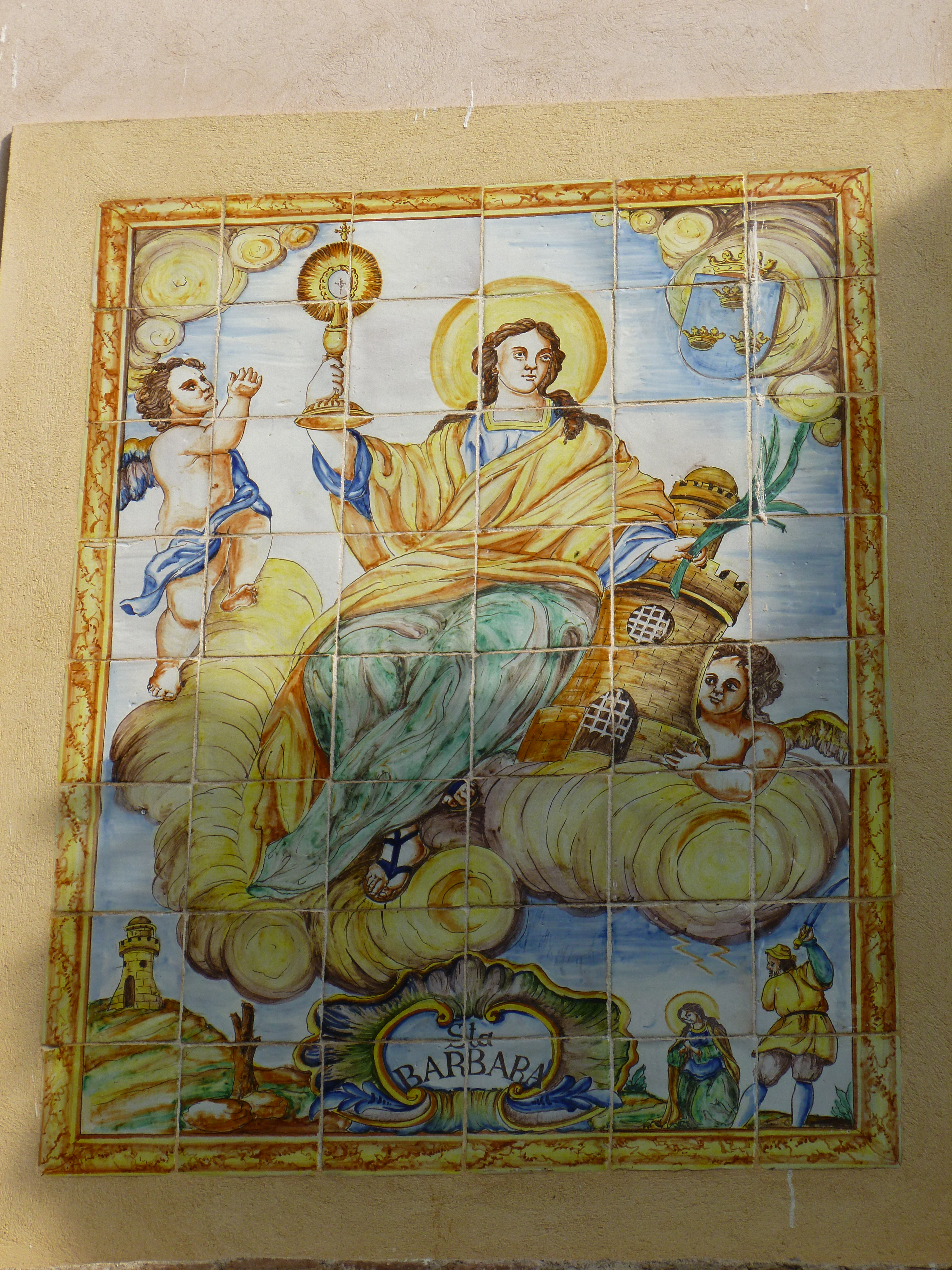

La ermita actual data del siglo XIX y es la obra inacabada con la que se pretendía que la antigua ermita existente aumentara su esplendor, ya que con el tiempo se había ido deteriorando, y al tiempo se trató de acercar la ermita a la zona más ploblada.
De la ermita primitiva sólo se conservó la imagen de la santa. El templo se erigió en una zona de huerta de naranjos y se construyó con diversos elementos anexos como un pozo, la casa sacristán, y la del cura. El proyecto es obra de Godofredo Ros dels Ursins, que al no contar con suficientes fondos para la realización de todo lo proyectado (la financiación del mismo se hacía por aportaciones de los fieles), dejó el mismo inacabado.
El edificio, construido siguiendo las pautas del neogótico, es de planta rectangular de nave única, con ábside en la cabecera y capillas laterales. Los contrafuertes de los muros son escalonados y se rematan con terrazas a ambos lados.

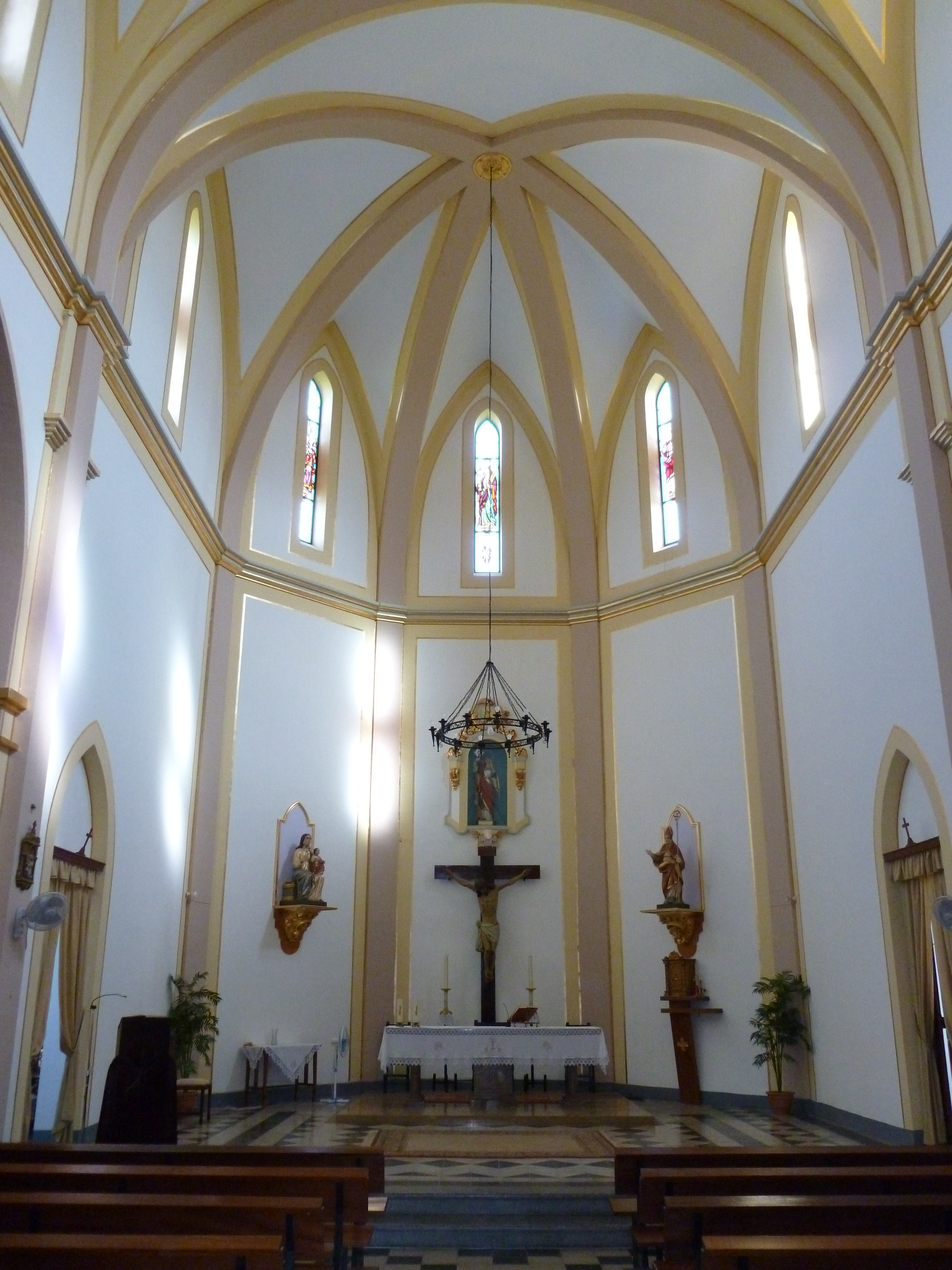
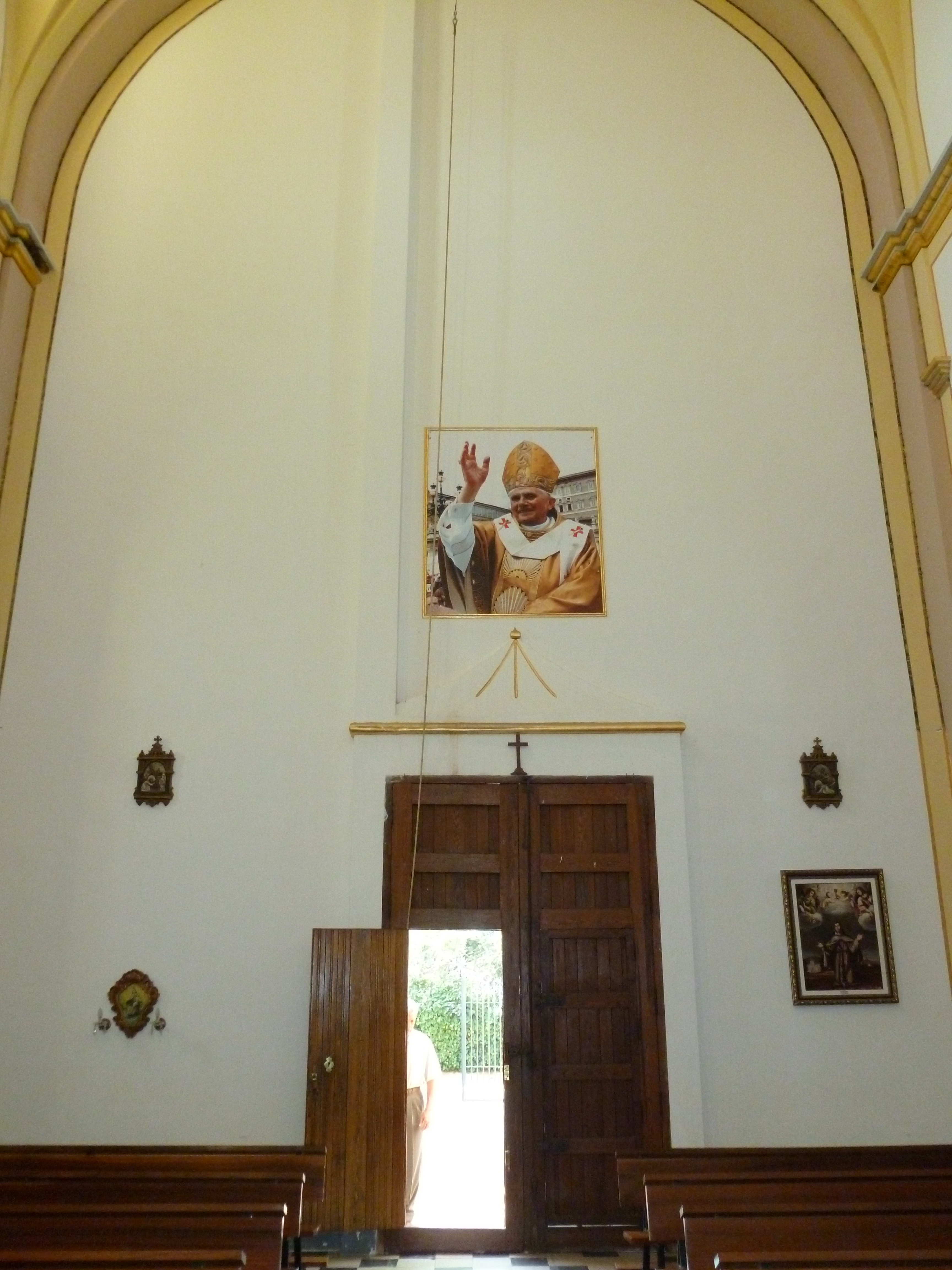
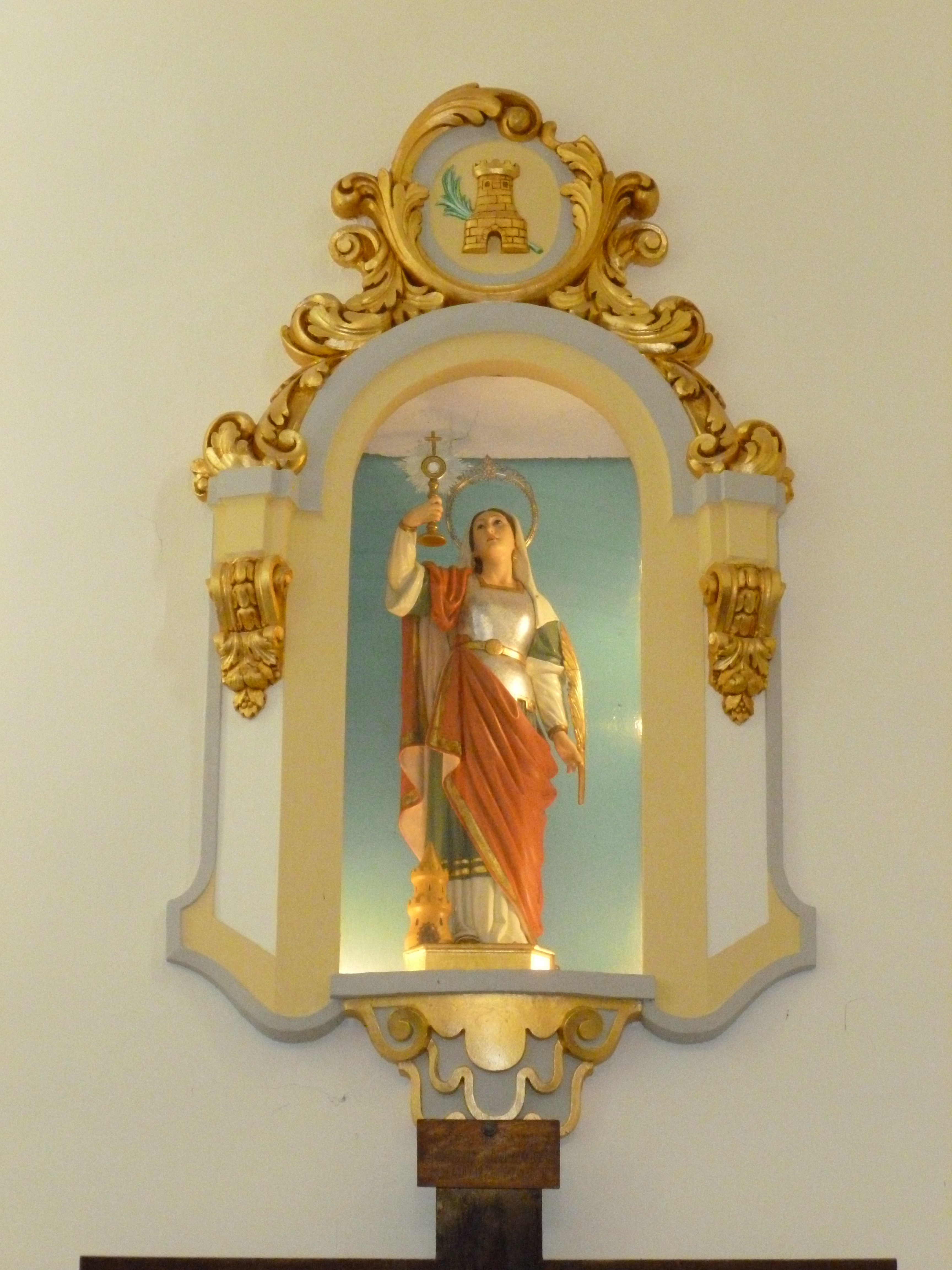
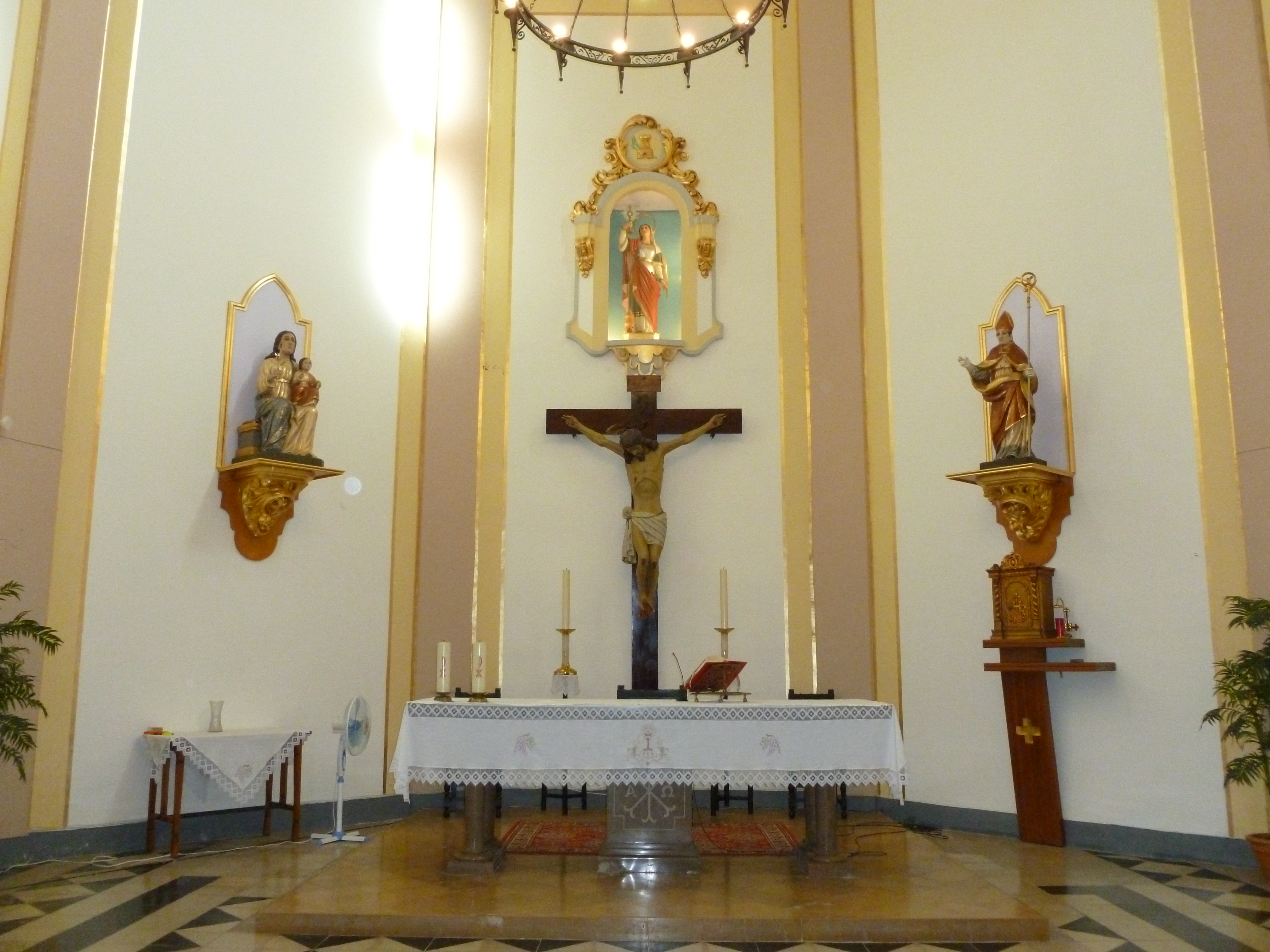

La ermita inició de nuevo el cumplo en el nuevo templo el año 1891.
En el año 2007 se finalizaron las obras de restauración de la ermita, la cual no había sido reparada desde la guerra del 36. La restauración fue financiada entre el Ayuntamiento de Burriana, la Diputación de Castellón y la Generalidad Valenciana.
Tras los trabajos de mejora de la estructura del edificio con el cambio de vigas, bajantes de agua, tejado y reconstrucción de parte de la zona posterior de la planta, se planteó el tema de la decoración interior del templo, para lo que en enero del 2017, el párroco responsable de la ermita, Antonio Losas, encargó decorar el altar mayor al pintor de Burriana, Pepe Forner, trabajo que se financiará con subvenciones y patrocinios de empresas y particulares.